# Primera división de España de atletismo
Primera División de España de Atletismo es el nombre que recibe la Liga española de atletismo, la segunda mayor competición entre clubes de atletismo de España, tras la División de Honor. Está organizada por la RFEA (Real Federación Española de Atletismo). La Primera División de España ha acogido a algunos de los mejores clubes de Europa, convirtiéndola en un referente continental.

## Sistema de competición
La Liga nacional de clubes es un torneo organizado por la Real Federación Española de Atletismo. Está compuesta por División de Honor, Primera División y Segunda División, cuyos miembros son 16 en cada una de ellas, a excepción de la Segunda División. La competición de disputa anualmente con el siguiente sistema:
En Primera División se disputan tan solo tres jornadas. La 1ª y la 2ª jornada se celebran a finales de los meses de abril y mayo respectivamente. En ambas jornadas se disputan cuatro encuentros cuadrangulares (a dos atletas por prueba). En la 2ª jornada los emparejamientos vienen determinados por los resultados de la 1ª jornada enfrentándose cada equipo (entre ambos encuentros) a 6 equipos distintos. Los equipos obtienen en cada jornada 4-3-2 y 1 puntos (1º-2º-3º y 4º equipos de cada encuentro). Con el total de puntos obtenidos por equipos entre ambas jornadas se elabora la clasificación (en caso de empate de dirime en función de suma de puntos por puestos, y de persistir por suma de puntos por Tabla Húngara 2008). Los 8 mejores se clasifican para la final por el título y los restantes la final por la permanencia. La 3ª jornada se celebra en junio, y se disputa un encuentro por el título y otro por la permanencia en cada categoría (octogonales a 1 atleta por equipo y prueba).
- Primera División: El vencedor del encuentro por el título es el campeón y los dos primeros clasificados ascienden a División de Honor. Los dos últimos del encuentro de la final de permanencia pierden la categoría y descienden.

## Participación
Los 16 clubes masculinos constituyentes son los que siguen:
- Atletismo Alcorcón
- R.C. Celta
- Super Amara BAT
- Atletismo Portugalete
- CA Elche Decatlón
- UCAM-Cartagena
- CA Safor-Teika
- Aldahra Leida UA
- Avinent Manresa
- Club Atletismo Narón
- Atletismo Badajoz
- Durango Kirol Taldea
- Universidad Oviedo
- Hiru-Herri
- A.D. Marathon
- A.D. Sprint

Los 16 clubes femeninos constituyentes son los que siguen:
- Avinent Manresa
- Tenerife CajaCanarias
- UCAM-Cartagena
- S.G. Pontevedra
- A.D. Sprint
- DELSUR Coop La Palma
- Bahía Algeciras
- Ría Ferrol-C. Arenal
- Aldahra Lleida UA
- Barrutia A.E.
- Hiru Herri
- Oviedo Atletismo
- CA Safor-Teika
- Bidezábal Durango AT
- Atletismo Femenino Celta
- Atletismo Intec-Zoiti